# Сде Бокер
Сде Бокер (хебр. שְׂדֵה בּוֹקֵר, арап. سدي بوكير) је кибуц у пустињи Негев који се налази у јужном делу Израела. Најпознатији као пензионерски дом првог председника Владе Државе Израел Давида Бена Гуриона. Према попису из 2021. има 469 становништва.

## Галерија
- Сде Бокер
- Хотел у Сде Бокеру
- Гробови Пауле и Давида Бена Гуриона